# ヴィンセンツォ・ソスピリ
ヴィンセンツォ・ソスピリ (Vincenzo Sospiri, 1967年10月7日 - ) は、イタリア出身の元レーシングドライバー。1995年の国際F3000選手権チャンピオン。

## 経歴

### カート世界チャンピオン
1982年、ソスピリは15歳のときにイタリアの100ccカート選手権でレース生活を始め、イタリアチャンピオンを獲得。1983年、1984年、1986年とイタリア選手権でタイトルを取り続けた。長い間カートでの競争を続け、1987年にカート世界選手権でフォーミュラCクラス2位、100ccインターナショナルクラスと125ccフォーミュラCではチャンピオンとなり世界一の称号を獲得した。

### フォーミュラカー参戦
1987年にイタリアでフォーミュラ3マシンをテストで経験し、1988年にフォーミュラ・フォードで四輪レースにデビューする。イギリスFF1600で10戦6勝を挙げ、シーズン末のフォーミュラ・フォード・フェスティバルでも優勝、イギリスレース界で一躍注目された。翌1989年開幕時はイギリスF3選手権に参戦。しかし所属のセルネットチームがレース活動一時撤退直前であり体制が弱く、ポイント獲得が出来なかった。6月にチームは撤退してしまったが、最終戦終了後の10月に行われたノンチャンピオンシップ戦「セルネットスーパープリF3」では、エディ・ジョーダンから声がかかりエディ・ジョーダン・レーシング（EJR）から参戦できることになり、ここでソスピリはマシンがまともであればミカ・ハッキネン、デビッド・ブラバム、スティーブ・ロバートソン、ミカ・サロ、ポール・ワーウィックとトップグループで互角に戦えることを示し、予選5位・決勝4位の好結果を残した。このレースでジョーダンとの関係を構築できたことも重要な出来事となった。
1990年はデヴィッド・シアーズ・レーシングからフォーミュラ・オペル・ロータス・ユーロ選手権に参戦、ルーベンス・バリチェロ、ジル・ド・フェランとタイトルを争い、バリチェロが王座を獲得、ソスピリがランキング2位、ド・フェランが3位となった。なお、5位はデビッド・クルサード、6位マルセル・アルバース、8位ケニー・ブラックのほか、ペドロ・ラミー、中野信治、アンドレ・リベイロ、ミハエル・クルムなども同シリーズに参戦のライバルだった。ダブルエントリーしていたフォーミュラ・ボクスホールでは4勝を挙げチャンピオンを獲得。チームオーナーのシアーズが後にスーパーノヴァの首脳となることから、後のキャリアでも共に戦う盟友となる。
同年終盤はエディ・ジョーダンから声がかかり、F1直下カテゴリーの位置づけである国際F3000選手権にスポット参戦でデビューした。

### 国際F3000チャンピオン
1991年は国際F3000のバークレイ・ミドルブリッジ・ジョーダンと正式契約。デイモン・ヒルのチームメイトとしてローラ・T91/50でフル参戦した。しかしジョーダンチームのリソースはこの年より参戦開始したF1へと注がれており、F3000ではヒルと共に中団グループに吸収された。第6戦ホッケンハイムリンクでは2位表彰台を獲得したが、ランキングではヒル7位、ソスピリ8位とタイトル争いからは離された。ジョーダンはこの年を最後にF3000活動を終了しF1への集中を決めたため、F3000シートを喪失。1992年はイタリアのトライニ・コルセからダラーラ・F392 アルファロメオでイタリアF3選手権にフル参戦し、1勝を含む表彰台3回（1PP）を獲得し年間ランキング5位となった。マールボロ・マスターズF3、富士インターナショナルF3リーグではともに7位となった。この'92年はスケジュールの合間を縫ってイギリスF2選手権へも参戦した。
1993年にミトス・レーシングと契約し、国際F3000に復帰。エンナ・ペルグーサ、ホッケンハイムリンクと連続表彰台を獲得して以後は安定して入賞を続け、ランキング7位を獲得。レース内容、結果ともチームメイトのジャンピエロ・シモーニ（最高位6位/ランキング21位）に完勝し評価を確固たるものとした。
翌1994年、フォーミュラ・オペル・ユーロで共に戦ったシアーズが井上隆智穂と共に立ち上げていたスーパーノヴァ・レーシングが国際F3000への進出を決め、そのエースドライバーとしてオファーを受け移籍。前年より良い体制での参戦機会を得ると開幕から安定して入賞し、リタイアとなった2レース以外すべてで上位入賞。表彰台に3回登壇するなど未勝利ながらシリーズチャンピオン争いに加わりランキング4位となった。同シーズンも予選・決勝ともチームメイトの井上（最高位9位/ノーポイント）に完勝した。1995年もスーパーノヴァに残留し、チームメイトのリカルド・ロセットと共にシーズンを支配してタイトル争いをリード。優勝3回、2位2回と好成績を続け、国際F3000では1992年のルカ・バドエル以来となるイタリア人チャンピオンに輝く。

### フォーミュラ1

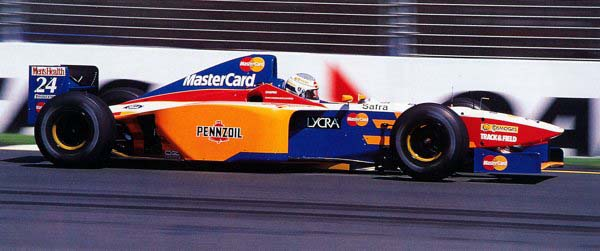
ソスピリのドライブするローラ・T97/30（1997年オーストラリアGP）。

1994年にエストリル・サーキットでシムテックをテストドライブしたが、翌年のレギュラーシートは持ち込み資金に勝るヨス・フェルスタッペンとドメニコ・スキャッタレーラが獲得し、ソスピリはF1シートを獲得できなかった。前年に国際F3000のタイトルを獲得したソスピリだったが、1996年のレース参戦オプションはほかに無く、ベネトン・ルノーでB196の開発テストドライバーを務める。
1997年、エリック・ブロードレイ率いるローラF1チームからF1参戦の機会を得る。しかし、デビュー戦のオーストラリアGPではチームメイトのロセットと共に予選トップタイムから10秒以上遅れて予選落ちした。その後、第2戦ブラジルGPに出場するために現地へ移動する途中、空港で読んだ新聞でチームがF1から撤退することを知る。サーキットに向かうも、既にローラのパドックは立ち入り禁止となっていた。

### アメリカ / 日本での参戦
ソスピリはその後他カテゴリーへの参加に注力した。1997年の残りはアメリカのインディ・レーシング・リーグ (IRL) に参戦し、1997年のインディ500にも参加した。なお、同年は旧知となるスーパーノヴァの支援によりフォーミュラ・ニッポン第9戦と、最終戦では鈴木利男率いるチーム・MIRAIより「SUPER NOVA with MIRAI」として参戦した。

### スポーツカーレース
1998年および1999年は、エマニュエル・コラールと共にフェラーリ・333SPでスポーツレーシング・ワールドカップ (SRWC) で勝利を挙げた。この結果によりコラール、マーティン・ブランドルと共にトヨタ・GT-One TS020をドライブして1999年のル・マン24時間レースに参戦。レースはポールポジションを獲得したが、決勝レースではトランスミッションの問題が頻発した上、ブランドルのドライブ中のパンクのためリタイアとなった。

### 引退後
1999年に現役を引退すると、2002年に井上とともに「ユーロノヴァ・レーシング (Euronova Racing) 」を設立。チームの社長兼監督を務めながらイタリアF3000などに参戦した。2020年現在はランボルギーニトロフェオ、Auto GP、イタリアF3選手権などに参戦している。同チームが輩出したドライバーにはロバート・クビサ、ヴィタリー・ペトロフ、ジェローム・ダンブロシオ、ルカ・フィリッピなどがいる。

## レース戦績

### イギリス・フォーミュラ3選手権
| 年     | チーム                 | シャシー        | エンジン     | クラス | 1     | 2       | 3       | 4      | 5       | 6      | 7     | 8   | 9   | 10  | 11  | 12  | 13  | 14  | 15  | 16  | 順位 | ポイント |
| ------ | ---------------------- | --------------- | ------------ | ------ | ----- | ------- | ------- | ------ | ------- | ------ | ----- | --- | --- | --- | --- | --- | --- | --- | --- | --- | ---- | -------- |
| 1989年 | セルネット・レーシング | レイナード・893 | トヨタ・3S-G | A      | THR 9 | SIL Ret | BRH Ret | SIL 13 | BRH Ret | THR 10 | SIL 9 | DON | SIL | SNE | OUL | SIL | BRH | DON | SIL | THR | NC   | 0        |

### 国際F3000選手権
| 年     | チーム                         | シャシー        | エンジン   | 1       | 2       | 3      | 4       | 5       | 6       | 7      | 8      | 9       | 10     | 11      | 順位 | ポイント |
| ------ | ------------------------------ | --------------- | ---------- | ------- | ------- | ------ | ------- | ------- | ------- | ------ | ------ | ------- | ------ | ------- | ---- | -------- |
| 1990年 | エディ・ジョーダン・レーシング | レイナード・90D | 無限       | DON     | SIL     | PAU    | JER 8   | MNZ     | PER     | HOC    | BRH    | BIR     | BUG    | NOG DNQ | NC   | 0        |
| 1991年 | エディ・ジョーダン・レーシング | ローラ・T90/50  | コスワース | VLL Ret | PAU DNQ | JER 15 | MUG 4   | PER Ret | HOC 2   | BRH 16 | SPA 10 | BUG Ret | NOG 13 |         | 8位  | 9        |
| 1993年 | ミトス・レーシング             | レイナード・93D | ジャッド   | DON Ret | SIL Ret | PAU 6  | PER 2   | HOC 3   | NUR 6   | SPA 5  | MAG 5  | NOG Ret |        |         | 7位  | 16       |
| 1994年 | スーパーノヴァ・レーシング     | レイナード・94D | コスワース | SIL 4   | PAU 2   | CAT 3  | PER Ret | HOC 4   | SPA Ret | EST 2  | MAG 5  |         |        |         | 4位  | 24       |
| 1995年 | スーパーノヴァ・レーシング     | レイナード・95D | コスワース | SIL 2   | CAT 1   | PAU 1  | PER 2   | HOC Ret | SPA 1   | EST 7  | MAG 4  |         |        |         | 1位  | 42       |

- 太字はポールポジション、斜字はファステストラップ。(key)

### F1世界選手権
| 年     | チーム | シャシー | エンジン                      | 1       | 2   | 3   | 4   | 5   | 6   | 7   | 8   | 9   | 10  | 11  | 12  | 13  | 14  | 15  | 16  | 17  | WDC | ポイント |
| ------ | ------ | -------- | ----------------------------- | ------- | --- | --- | --- | --- | --- | --- | --- | --- | --- | --- | --- | --- | --- | --- | --- | --- | --- | -------- |
| 1997年 | ローラ | T97/30   | フォード・ECA Zetec-R 3.0L V8 | AUS DNQ | BRA | ARG | SMR | MON | ESP | CAN | FRA | GBR | GER | HUN | BEL | ITA | AUT | LUX | JPN | EUR | NC  | 0        |

(key)

### フォーミュラ・ニッポン
| 年     | チーム                | シャシー        | エンジン | 1   | 2   | 3   | 4   | 5   | 6   | 7   | 8   | 9       | 10     | 順位 | ポイント |
| ------ | --------------------- | --------------- | -------- | --- | --- | --- | --- | --- | --- | --- | --- | ------- | ------ | ---- | -------- |
| 1997年 | SUPER NOVA with MIRAI | レイナード・95D | 無限     | SUZ | MIN | FSW | SUZ | SUG | FSW | MIN | TRM | FSW Ret | SUZ 15 | NC   | 0        |

(key)

### アメリカン・オープンホイール

#### インディ・レーシング・リーグ
| 年          | チーム               | シャシー | エンジン       | 1   | 2   | 3   | 4   | 5       | 6     | 7      | 8       | 9     | 10      | 順位 | ポイント |
| ----------- | -------------------- | -------- | -------------- | --- | --- | --- | --- | ------- | ----- | ------ | ------- | ----- | ------- | ---- | -------- |
| 1996-1997年 | チーム・スカンディア | ダラーラ | オールズモビル | NWH | LSV | WDW | PHX | INDY 17 | TXS 9 | PPIR 6 | CHR Ret | NH2 2 | LSV Ret | 21位 | 134      |

(key)

##### インディ500
| 年     | シャシー | エンジン       | スタート | フィニッシュ | チーム               |
| ------ | -------- | -------------- | -------- | ------------ | -------------------- |
| 1997年 | ダラーラ | オールズモビル | 3        | 17           | チーム・スカンディア |

#### CART
| 年     | チーム                         | シャシー      | エンジン | 1   | 2   | 3   | 4   | 5   | 6   | 7   | 8   | 9   | 10  | 11  | 12  | 13  | 14  | 15  | 16     | 17     | 18     | 19      | 順位 | ポイント |
| ------ | ------------------------------ | ------------- | -------- | --- | --- | --- | --- | --- | --- | --- | --- | --- | --- | --- | --- | --- | --- | --- | ------ | ------ | ------ | ------- | ---- | -------- |
| 1998年 | オール・アメリカン・レーサーズ | イーグル・987 | トヨタ   | MIA | MOT | LBH | NZR | RIO | STL | MIL | DET | POR | CLE | TOR | MIS | MDO | ROA | VAN | LS Ret | HOU 15 | SRF 15 | FON Ret | 29位 | 0        |

(key)

### スポーツカー

#### ISRS/SRWC
| 年     | チーム                         | 使用車両          | クラス | 1       | 2     | 3     | 4       | 5     | 6     | 7     | 8       | 9     | 順位 | ポイント |
| ------ | ------------------------------ | ----------------- | ------ | ------- | ----- | ----- | ------- | ----- | ----- | ----- | ------- | ----- | ---- | -------- |
| 1998年 | JB・ギース・チーム・フェラーリ | フェラーリ・333SP | SR1    | PRI Ret | BRN 1 | MIS 1 | DON 1   | AND 1 | NÜR 1 | BUG 1 | KYA Ret |       | 1位  | 120      |
| 1999年 | JB・ギース・チーム・フェラーリ | フェラーリ・333SP | SR1    | CAT 1   | MNZ 1 | SPA 2 | PER Ret | DON 3 | BRN 2 | NÜR 3 | MAG Ret | KYA 4 | 1位  | 104      |

- 太字はポールポジション、斜字はファステストラップ (key)。

#### ル・マン24時間レース
| 年     | チーム                   | コ・ドライバー                                    | 使用車両             | クラス | 周回 | 総合順位 | クラス順位 |
| ------ | ------------------------ | ------------------------------------------------- | -------------------- | ------ | ---- | -------- | ---------- |
| 1998年 | JBレーシング             | ジャン＝クリストフ・ブイヨン ジェローム・ポリカン | フェラーリ・333SP    | LMP1   | 187  | DNF      | DNF        |
| 1999年 | トヨタ・モータースポーツ | マーティン・ブランドル エマニュエル・コラール     | トヨタ・GT-One TS020 | LMGTP  | 90   | DNF      | DNF        |